# Svastits Elemér
Bocsári Svastits Elemér Károly (*Lesencetomaj, Zala vármegye, 1869. augusztus 15. –†Babosdöbréte, 1946. január 29.), honvéd ezredes, a zalamegyei Levente-egyesület elnöke, a Vármegyei Gazdasági Egyesület tagja, a legfelsőbb elismerés, a békebeli és háborús Signum Laudis tulajdonosa.

A bocsári Svastits család címere

## Élete
A tekintélyes nemesi származású bocsári Svastics család sarja. Apja bocsári Svastits Elek (1826–1893), földbirtokos, anyja szántói és széplaki Botka Lujza (1836–1900). Az apai nagyszülei bocsári Svastis Pál (1797–1849), Somogy vármegye főadószedője, földbirtokos és nedeczei Nedeczky Rozália (1799-1850); az anyai nagyszülei szántói és széplaki Botka Pál és Ádám Anna voltak. Apjának, Svastits Eleknek, az elsőfokú unokatestvére bocsári Svastics János (1802-1873), táblabíró, földbirtokos, zeneszerző, akinek a fia bocsári Svastits Benő (1833–1910), Zala vármegye főispánja, földbirtokos, 1848-as honvédhadnagy volt. Svastits Benő főispán feleségül vette Svastits Paulát, Svastits Elemér apai nagynénjét és ezzel az anyai nagybátyja is lett.
Középiskolái elvégzése után a Ludovika Akadémiára ment, ahonnan zászlósi rangban a 20-ik honvédgyalogezredhez került. Innen már századosi rangban a lugosi 8. honvédgyalogezredhez vezényelték. Ezután a 19. honvédgyalogezrednél a törzstiszti tanfolyamot elvégezte, elnyerte az őrnagyi rangfokozatot, majd a 12. honvédgyalogezredhez helyezték át, ahol az első világháború kitörése érte és mint zászlóaljparancsnokot az orosz harctérre vezényelték. Onnan betegen került vissza és felgyógyulása után a 12. honvédgyalogezred egri pótzászlóaljparancsnokságát vette át. Onnan alezredesi kinevezése után újból a harctérre ment. Visszatérte után a pénzügyminisztériumban nyert beosztást, ahol a honvédelmi minisztérium felmentési osztályát vezette. Az összeomláskor ezredesi rangban nyugalomba vonult. A tanácsköztársaság után a zalaegerszegi tiszti-igazoló bizottságnak volt elnöke lett.

## Házasságai
Feleségül vette Zalacsányban 1906. december 1-jén a nemesi származású gyulakeszi Forster Mária Anna Klára (*Zalacsány, 1884. október 6.–†Gyulakeszi, 1913. augusztus 12.) kisasszonyt, akinek a szülei gyulakeszi Forster Elek (1859–1932), országgyűlési képviselő, gazdasági főtanácsos, földbirtokos, törvényhatósági bizottsági tag és Frántsik Anna (1863–1950) voltak. Nem maradt gyermeke az első nejétől, aki pár évvel a házasság után el is hunyt.
Svastits Elemér 1917. augusztus 13-án vette feleségül Budapesten Csanády Anna Vilma Mária (*Keszthely, 1882. szeptember 6.–Bánokszentgyörgy, 1919. január 18.) kisasszonyt, akinek a szülei dr. Csanády Gusztáv (1837–1914) vegyésztudor, mezőgazdász, gazdasági szakíró, a keszthelyi magyar királyi gazdasági tanintézet rendes tanára, és Forster Mária (1857–†?) voltak. A menyasszonynak az anyai nagybátyja gyulakeszi Forster Elek (1859–1932), országgyűlési képviselő volt. A második frigyéből sem maradt meg utód; Csanády Anna korán hunyt el.
A harmadik felesége besenyői és velikei Skublics Gizella Júlia Teréz (*Döbréte, 1874. szeptember 18.-†Babosdöbréte,1947. április 16.), akinek a szülei Besenyői és velikei Skublics Jenő (1839–1901) politikus, a zala megyei Szabadelvű Párt elnöke, Zala vármegye törvényhatósági és közigazgatási bizottságnak a tagja, és Spelletich Paula (1849–1914) voltak. A menyasszony anyai nagyapja Spelletich Bódog (1815—1890) jogász, az 1848-49-es magyar szabadságharc résztvevője, nemzetőr őrnagy. Svastits Elemér és Skublics Gizella házasságából sem maradt leszármazottja.